# Onesia franzosternita
Onesia franzosternita este o specie de muște din genul Onesia, familia Calliphoridae, descrisă de Xue și Zhiming Dong în anul 2009. Conform Catalogue of Life specia Onesia franzosternita nu are subspecii cunoscute.